# Hans Jeppson
Hans Jeppson, també conegut com a Hasse Jeppson, (Kungsbacka, 10 de maig de 1925 - Roma, 21 de febrer de 2013) fou un futbolista suec de la dècada de 1950.

## Trajectòria
A Suècia destacà al Djurgårdens IF, essent traspassat el 1951 al Charlton Athletic FC, on jugà 11 partits, abans de marxar a Itàlia. En aquest país jugà a Atalanta BC (1951-1952), SSC Napoli (1952-56) i Torino FC (1956-57). Amb la selecció sueca jugà 12 partits en els quals marcà 9 gols. Disputà el Mundial del Brasil 1950, on acabà en tercera posició.

## Palmarès
Djurgårdens IF
- Segona Divisió Nordöstra (1): 1948-49

## Referències

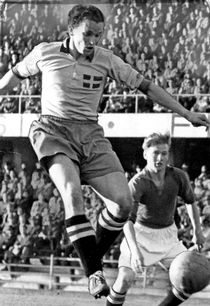
Hasse Jeppson jugant amb Suècia.